# 板垣伸
板垣伸（日语：／ Itagaki Shin，1974年1月28日—），日本男性動畫師、動畫導演。株式會社millepensee董事。出身於愛知縣名古屋市。有時別名。
經歷了Telecom Animation Film之後，成為自由工作者。

## 概要
板垣伸從東京設計學院動畫科畢業後，在Telecom Animation Film上班，之後一直作為自由工作者活動。2014年以來，他一直在妻子白石直子所創立的millepensee工作。

## 來歷

### 成長時期
出身於愛知縣名古屋市。東京設計學院動畫科畢業。

### 作為動畫師
專門學校東京設計學院畢業後，加入動畫公司Telecom Animation Film當了6年10個月的正職動畫師，從那以後成為一名自由職業者，並在ufotable、Azeta Pictures、GONZO、MADHOUSE、GAINAX、SATELIGHT、SHAFT留了辦公桌。

### 作為動畫導演
在負責執導的作品中，在本身負責導演的作品裡，很希望製作公司每集都由導演負責分鏡和演出，對於擔當演出的只負責演出的劇集，本身很積極承諾削減分鏡。出於這個原因，他對執導的許多作品持批評態度，因為他們無法負擔削減分鏡的費用。關於只負責演出而沒有負責分鏡的作品，工作人員字幕上則用平假名表示。
於網站WEB Anime Style連載。
《庭球社 (第2期)》之後，主要執導millepensee作品。

## 家族、親戚
妻子白石直子，曾在GAINAX擔任製作人，現在是動畫製作公司millepensee社長。

## 參加作品

### 電視動畫
1992年
- 蝙蝠俠：動畫系列（—1999年，原畫）

1993年
- 狂歡三寶（—1998年，原畫）

1996年
- 超人：動畫系列（—2000年，原畫）

1999年
- 怪獸農場 ～圓盤石的秘密～（日语：モンスターファーム (アニメ)）（—2000年，原畫）

2000年
- 機巧奇傳（—2001年，原畫）
- 徽章戰士魂（—2001年，原畫）
- 第一神拳（—2002年，原畫）
- 犬夜叉（—2004年，原畫）

2001年
- 刃牙 (第1作)（—2002年，演出、原畫）

2002年
- Chobits（原畫）
- 阿倍野橋魔法商店街（原畫）

2003年
- AVENGER（日语：AVENGER）（OP原畫）
- GAD GUARD（分鏡、演出）
- .hack//黃昏的腕輪傳說（原畫）
- 星星公主（分鏡）
- 空中大師（日语：エアマスター）（原畫）
- 獸兵衛忍風帖 龍寶玉篇（分鏡、演出、原畫）
- SPACE PIRATE CAPTAIN HERLOCK（日语：SPACE PIRATE CAPTAIN HERLOCK）（原畫）
- 魔力女管家 ～更美麗的事物～（演出）
- 萬花筒之星（—2004年，原畫）
- 鋼之鍊金術師（—2004年，原畫）

2004年
- 十兵衛2 -西伯利亞柳生的逆襲-（分鏡、演出、原畫）
- 鐵人28號 (2004年版)（分鏡）
- 醜陋美世界（編劇[14]、分鏡、演出、作畫監督）
- 沙漠神行者（—2005年，副導演、分鏡、演出、副標題、OP分鏡&演出&原畫）

2005年
- 黑貓（—2006年，導演、分鏡、原畫）

2006年
- 血色花園（—2007年，原畫）

2007年
- 天元突破 紅蓮螺巖（分鏡、演出）
- Devil May Cry（導演、分鏡、演出、OP分鏡）

2008年
- 十字架與吸血鬼（分鏡、演出、過場動畫）
- 道子與哈金（分鏡、演出）

2009年
- BASQUASH！（導演（第1—9話[15]）、分鏡）
- 化物語（原畫、OP分鏡&演出）

2010年
- 花丸幼稚園（演出、ED分鏡）
- 嬌蠻貓娘大橫行（導演（第1話）、編劇、分鏡、演出、原畫）
- 戰國BASARA貳（分鏡、演出）
- 吊帶襪天使（編劇、分鏡、演出）

2011年
- 金鋼狼 (2011年動畫)（日语：ウルヴァリン (アニメ)）（分鏡）
- 丹特麗安的書架（分鏡）
- 便·當（導演、構成、設計工作、編劇、分鏡、演出、動作演出、OP1—OP3分鏡、OP演出、OP3原畫、ED演出監修）

2012年
- 妖狐×僕SS（ED4分鏡&演出&作畫監督&作畫）
- 魯邦三世 -名為峰不二子的女人-（分鏡、演出、作畫監督、原畫）
- 坂道上的阿波羅（原畫）
- Campione 弒神者！～不順從之神與弒神的魔王～（OP原畫）
- 庭球社（導演、編劇、分鏡、人物設定、音響監督、演出、作畫、原畫、動畫）

2013年
- 戰勇。（OP分鏡&演出）
- 戰勇。 (第2期)（分鏡、OP分鏡&演出）
- 庭球社 (第2期)（導演、編劇、分鏡、人物設定、音響監督、演出、作畫監督、原畫、動畫）
- 庭球社 (第3期)（導演、編劇、分鏡、人物設定、音響監督、演出、作畫監督）

2014年
- Wake Up, Girls！（分鏡）
- 火星異種 阿尼克斯1號篇（原畫）

2015年
- 庭球社 (第4期)（導演、編劇、分鏡、人物設定、音響監督、演出、作畫監督、OP分鏡&演出&作畫監督）
- 我是高宮茄乃！（導演、編劇、分鏡、人物設定、音響監督、演出、作畫監督、演出&作畫監修、OP分鏡&演出）
- 庭球社 (第5期)（導演、編劇、分鏡、人物設定、音響監督、演出、總作畫監督、OP分鏡&演出&作畫監督）
- 庭球社 (第6期)（導演、編劇、分鏡、人物設定、音響監督、演出、總作畫監督、OP分鏡&演出&作畫監督&原畫）

2016年
- 庭球社 (第7期)（導演、編劇、分鏡、人物設定、音響監督、OP分鏡）
- 龜兔（導演、構成、音響監督）
- 庭球社 (第8期)（導演、編劇、分鏡、人物設定、音響監督、OP分鏡&演出&作畫監督）
- 烙印勇士 (2016年版)（—2017年，導演、分鏡）

2017年
- 庭球社 (第9期)（導演、編劇、分鏡、人物設定、音響監督、剪輯、OP分鏡）
- Wake Up, Girls！新章（—2018年，導演、分鏡、演出）

2018年
- 深夜！天才傻鵬（日语：深夜!天才バカボン）（原畫）
- 尤利西斯 貞德與鍊金騎士（導演[16]、分鏡）

2019年
- COP CRAFT（導演、分鏡）

2021年
- 轉生成蜘蛛又怎樣！（導演、音響監督、分鏡）

2022年
- Extreme Hearts（演出、動作作監、原畫）

2023年
- 在異世界獲得超強能力的我，在現實世界照樣無敵 ～等級提升改變人生命運～（總導演、劇本統籌、音響監督、分鏡、總作畫監督）

2025年
- 在沖繩喜歡上的女孩子方言講太多太棘手了（總導演、劇本統籌[17]）

### 電影動畫
1995年
- 魯邦三世：去死吧！諾斯特拉達穆斯（日语：ルパン三世 くたばれ!ノストラダムス）（動畫）
- 心之谷（動畫）

1997年
- 魔法公主（動畫）

1998年
- 名偵探柯南：第十四號獵物（原畫）

2001年
- WXIII 機動警察（原畫）

2004年
- DEAD LEAVES（日语：DEAD LEAVES）（原畫）

2014年
- 劇場版 卡片鬥爭!! 先導者 Neon Messiah（導演）

### OVA
2003年
- 第一神拳 間柴vs木村 死刑執行（原畫）

2004年
- （原畫）
- Re：甜心戰士（OP原畫、原畫）
- 飛越巔峰2（—2006年，原畫、第二原畫）

2010年
- OVA 戰國BASARA 13話（導演、分鏡、演出）

2013年
- 女王之刃 戰敗女王（—2014年，導演、分鏡、演出、原畫）
- 方舟九號（日语：アークIX）（導演、編劇、分鏡、演出）

2014年
- 庭球社（導演、編劇、分鏡、人物設定、音響監督、演出、作畫監督）

### 網路動畫
2012年
- （原畫）

### 遊戲
2005年
- 遺跡傳奇（原畫）

### 其它
2016年
- GLAY「我的女友是殭屍（日语：G4・IV）」MV（分鏡、總監修）

## 相關項目
- 日本動畫師列表（日语：アニメ関係者一覧）

## 腳註

## 外部連結
- 板垣伸 （页面存档备份，存于） （日語）—allcinema（日语：allcinema）
- Shin Itagaki在互联网电影资料库（IMDb）上的資料（英文）
- 日本電影數據庫（JMDb）上板垣伸的資料（日語）
- 板垣伸 （页面存档备份，存于） （日語）—KINENOTE
- （日語）—第274回之前的專訪。
- （日語）—第275回之後的專訪。